# Måttsadverbial
Måttsadverbial är en satsdel (ett adverbial) som innehåller ett mått på någonting i den konstruktion i vilken den befinner sig, exempelvis Tornet hon lät bygga var 9 meter högt, där 9 meter är måttsadverbialet. Adjektivet (predikativet) hög är här använt som ett parameterord. Det kan också stå som attribut: ett 9 meter högt torn.
Som sekundära får man se konstruktioner där måttsuttrycket i stället är attribut eller predikativ. I frasen ett torn med en höjd av 9 meter är av 9 meter attribut till höjd och med en höjd i sin tur attribut till torn. Måttsuttrycket kan hamna i position som predikativ om parameterordet är utelämnat: Hon var bara en och femti (dvs "lång)", om parametern finns uttryckt i subjektet: Vinkeln var 170° eller, slutligen, om parametern är utformad som en prepositionsfras: Bordet var 70 cm på bredden, Stammen var halvannan meter i omkrets. Vid utelämnad parameter kan måttsuttrycket också ha formen av prepositionsfras: en fisk på tre kilo (attribut), Fisken var på tre kilo (predikativ).
Som primära, morfologiskt och syntaktiskt oderiverade, uppfattas dock satser med parameterpredikaten kosta, väga etc., varför det starkt styrda måttsuttrycket här snarast analyseras som objekt.
Observera att när tid mäts kallas adverbialet tidsadverbial, till exempel Han bodde här tre veckor, Han reste bort på tre veckor, Han klarade jobbet på tre veckor.
Måttsadverbial är särskilt vanliga vid komparativer, till exempel två meter djupare. Här inkluderas även tidsuttryck: tre timmar senare. Om måttet är obestämt, icke kvantifierat, talar vi dock hellre om gradadverbial, till exempel mycket djupare.
Måttsadverbialets uttrycksform växlar mellan språken. För måttsadverbial vid komparativer har till exempel slaviska språk prepositionsfraser eller i vissa fall prepositionslös instrumentalis, där germanska språk i motsvarande fall använder "rena" nominalfraser.